# اللجنة الدولية للأوزان والمقاييس
اللجنة الدولية للأوزان والمقاييس بالفرنسي (Comité international des poids et mesures) المختصر (CIPM) يتكون من ثمانية عشر شخصا من الدول الأعضاء في اتفاقية المتر (Convention du Mètre) المعين من قبل المؤتمر العام للأوزان والمقاييس (CGPM) الذي هو ضمان الاتساق على نطاق العالم في وحدات القياس المهمة الرئيسية من خلال العمل المباشر أو عن طريق تقديم المقترحات إلى المؤتمر العام للأوزان والمقاييس (CGPM).